# Gyland (stacja kolejowa)
Gyland – Stacja kolejowa w Gyland, w regionie Agder w Norwegii, jest oddalona od Oslo Sentralstasjon o 453,53 km. Jest położona na wysokości 123,1 m n.p.m.

## Ruch dalekobieżny
Leży na linii Sørlandsbanen. Jest stacją obsługującą dalekobieżne połączenia z południowo-zachodnią i południową częścią kraju. Stacja przyjmuje sześć par połączeń dziennie do Kristiansand, Arendal i Stavanger.

## Obsługa pasażerów
Poczekalnia, wiata, parking na 30 miejsc, bar przy stacji. Odprawa podróżnych odbywa się w pociągu.